# Sylvie Vartan
Sylvie Vartan (tên khai sinh Sylvie Georges Vartanian, sinh ngày 15 tháng 8 năm 1944 tại Iskrets, Bulgaria) là một ca sĩ và diễn viên người Pháp. Bà nổi tiếng như là một nghệ sĩ và nhà sản xuất hát nhạc yé-yé nhiều nhất. Các buổi biểu diễn của bà thường đặc trưng với vũ đạo chương trình múa rất kỹ lưỡng, và bà đã nhiều lần xuất hiện trên truyền hình Pháp và Ý. Các chương trình biểu diễn hàng năm với người chồng khi đó Johnny Hallyday của bà luôn cháy vé tại Olympia và Cung hội nghị Paris trong suốt thập kỷ 1960 đến giữa những năm 1970. Năm 2004, sau khi nghỉ biểu diễn, bà bắt đầu thu âm và thực hiện các buổi hòa nhạc của những bản ballad nhạc jazz ở các nước nói tiếng Pháp.